# Gävle krematorium
Gävle krematorium, även  Skogsljus kapellkrematorium eller Gävle kapellkrematorium, är en kyrkobyggnad i utkanten av Gävle invid Skogskyrkogården, några hundra meter norr om där väg E16 korsar väg E4. Den ritades 1954 av arkitektkontoret ELLT. År 1965 utsågs det till delad vinnare av Kasper Salin-priset tillsammans med Lärarhögskolan i Malmö.
Anläggningen, som ligger mitt ute i en tallskog, innehåller kremeringsugnar, ekonomibyggnader och ett begravningskapell, förbundna med avskärmande betongmurar. Kapellet har ljusinsläpp via långa, karakteristiska fönsterband under taket och ger utsikt mot skogen. Golven är av skiffer och väggpaneler och innertak är i furu, vilket ger en ombonad och naturnära interiör.
Krematoriet togs i bruk 1960, men var inte helt färdigställt förrän 1965. Det drivs av kyrkogårdsförvaltningen i Gävle kyrkliga samfällighet (vari Bomhus, Heliga Trefaldighets, Maria, Staffans och Tomas församlingar ingår).